# NGC 5536
NGC 5536 é uma galáxia espiral barrada (SBa) localizada na direcção da constelação de Boötes. Possui uma declinação de +39° 30' 08" e uma ascensão recta de 14 horas, 16 minutos e 23,7 segundos.
A galáxia NGC 5536 foi descoberta em 29 de Abril de 1788 por William Herschel.